# Загрева Борис Юхимович
Загрева Борис Юхимович (нар. 3 січня 1963, с. Бубнів, Локачинський район, Волинська область, Українська РСР) — український політик, державний службовець. Народний депутат України 4-го скликання (2002—2006). Кавалер ордена Данила Галицького.  

## Біографія
Борис Загрева народився 3 січня 1963 року в селі Бубнів Локачинського району Волинської області. Громадянин України.
З вересня 1982 по червень 1985 року навчався у Львівському торгово-економічному інституті, у якому здобув вищу освіту заа спеціальністю «Товарознавство і організація торгівлі непродовольчими товарами», товарознавець вищої кваліфікації.
Свою трудову діяльність розпочав у липні 1977 року учнем продавця Привітненського споживчого товариства.
З серпня 1980 року по березень 1982 року — продавець магазину Привітненського споживчого товариства.
З березня по серпень 1982 року — товарознавець Привітненського споживчого товариства.
З серпня 1985 року по грудень 1993 року — заступник голови правління Локачинської районної спілки споживчих товариств.
З грудня 1993 року по липень 1995 року — голова правління Локачинської районної спілки споживчих товариств. З 1994 по 1998 рр. — депутат Локачинської районної ради Волинської області.
З липня 1995 року по травень 1998 року — перший заступник голови правління Волинської обласної спілки споживчих товариств.
З травня 1998 року по жовтень 1999 року — регіональний директор КБ «Княжий».
З грудня 1999 року по квітень 2002 року — голова представництва ВАТ «Державний експортно-імпортний банк України» в місті Луцьку.

## Політична діяльність
З квітня 2002 року по травень 2006 року — народний депутат України від Блоку Віктора Ющенка «Наша Україна».
З травня 2006 року по листопад 2010 року — заступник голови Волинської обласної ради.
З 2005 року — Голова Наглядової Ради Міжнародного Благодійного Фонду «ЄВРОПЕЙСЬКИЙ ДІМ».
З листопада 2010 року директор Департаменту економіки і фінансів МНС України.
5 липня 2012 року — написав заяву про звільнення з посади директора департаменту фінансів Міністерства надзвичайних ситуацій через незгоду із ухваленням закону «Про засади державної мовної політики».
У 2008 році обраний членом Президії Єдиного Центру. 5 липня 2012 року написав заяву про вихід із партії «Єдиний Центр».

## Нагороди
За значний особистий внесок у соціально-економічний, культурний розвиток Української держави, вагомі трудові досягнення та з нагоди 17-ї річниці незалежності України нагороджений орденом «Данила Галицького».
Під час роботи у парламенті був нагороджений відзнакою Головного управління розвідки України за № 1.

## Особисте життя
Одружений: дружина — Загрева Валентина Ярославівна, 1963 р. н.